# Павкович Село
45°22′ пн. ш. 15°37′ сх. д. / 45.36° пн. ш. 15.61° сх. д.
Павкович Село (хорв. Pavković Selo) — населений пункт у Хорватії, у Карловацькій жупанії у складі громади Крняк.

## Населення
Населення за даними перепису 2011 року становило 51 осіб.
Динаміка чисельності населення поселення: